# Francis Gaffney
Francis Andrew Gaffney, detto Drew (Carlsbad, 9 giugno 1946), è un ex astronauta e medico statunitense.

## Biografia
Gaffney è nato nel Nuovo Messico, è sposato con Elizabeth Sims ed ha due figlie.
Nel 1968 ha conseguito un bachelor of Arts dalla Berkeley, nel 1972 ha preso il Medicinae Doctor presso l'Università del Nuovo Messico e successivamente si è specializzato in cardiologia all'Università del Texas ad Austin.
È stato colonnello della Guardia Nazionale Aerea in Texas.
Fra il gennaio 1987 ed il giugno 1989 ha fatto parte del gruppo medico operativo della NASA. Nel giugno del 1991 ha volato con la missione STS-40 del programma Space Shuttle come specialista del carico utile. La STS-40 è stata la prima missione dello Spacelab nel campo della biomedicina.